# Werner Stumm
Werner Stumm (* 8. Oktober 1924 in Wolfhalden; † 14. April 1999 in Küsnacht ZH) war ein Schweizer Chemiker, bekannt für Beiträge zur Chemie des Wassers (Aquatische Chemie) und Geochemie.

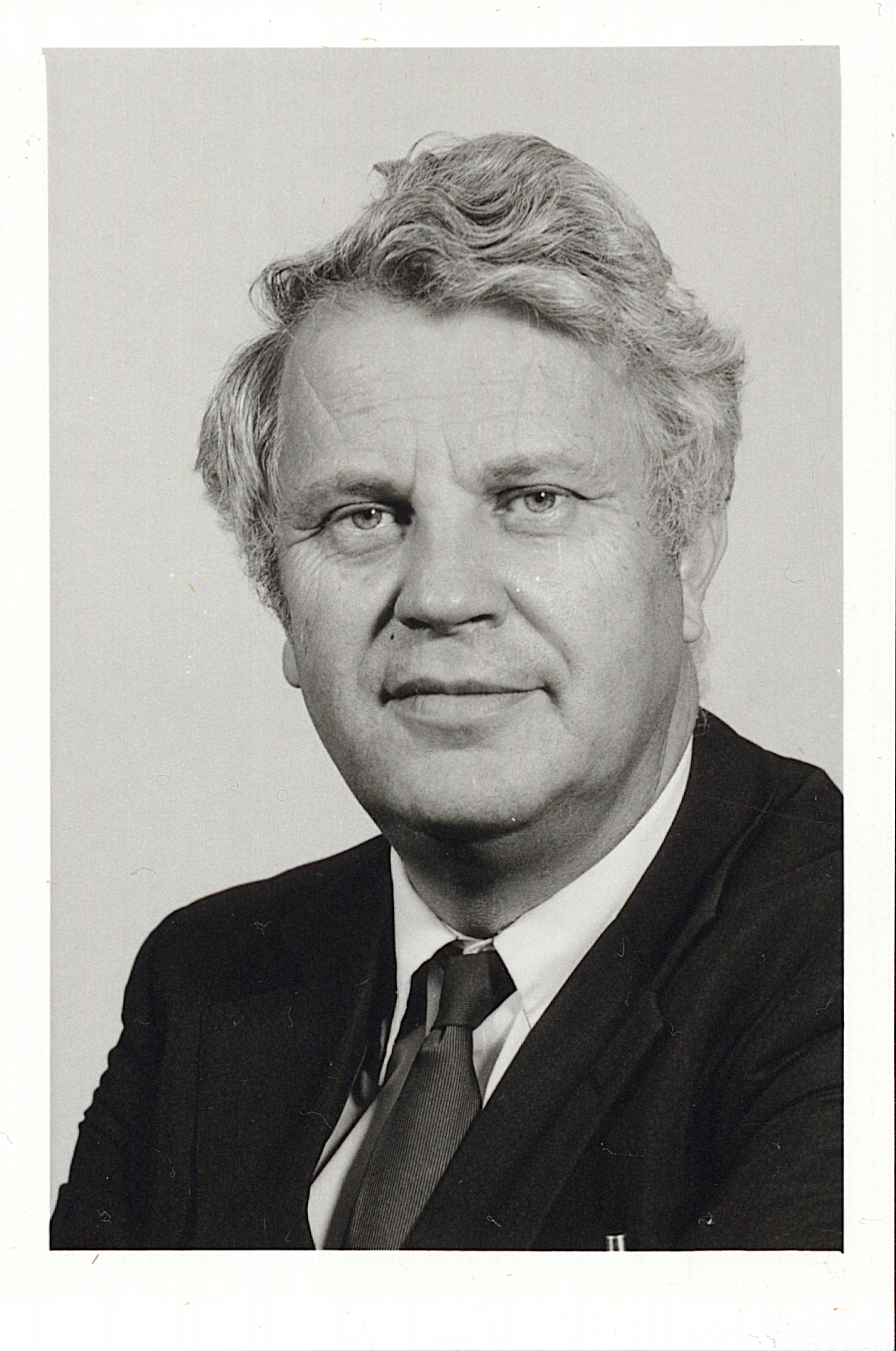
Werner Stumm (1986)

## Leben
Stumm wurde 1952 in anorganischer Chemie an der Universität Zürich promoviert und ging 1954 in die USA, wo er 1956 Assistant Professor, 1961 Associate Professor und von 1964 bis 1969 Professor an der Harvard University war (Gordon McKay Professor für Angewandte Chemie). Von 1970 bis 1992 war er Direktor der Eawag und ordentlicher Professor an der ETH Zürich.
Er hatte Gastprofessuren an den Universitäten Bern, Bombay und Zagreb.
Er galt als ein führender Wissenschaftler der Aquatischen Chemie und befasste sich unter anderem mit der Rate von Eisen-Korrosionsprozessen, kinetischen Gesetzen für die Oxidation von Eisen und Mangan in Wasser, der Chemie von Verwitterungsprozessen von Mineralien in Kontakt mit Wasser, chemischer Aspekte von Umweltfragen wie der Filterung von Wasser oder wie Nährstoffe in der Wasserverschmutzung Algenwachstum fördern.
1985 erhielt er den Albert Einstein World Award of Science. Er war Mitglied der National Academy of Engineering. Er war fünffacher Ehrendoktor, unter anderem der Königlichen Technischen Hochschule Stockholm. 1991 erhielt er den Stockholm Wasser-Preis und 1998 den V. M. Goldschmidt Award.
Er war ab 1968 auch US-Staatsbürger. Stumm war ab 1952 mit Anna Maria Elisabeth Zollinger verheiratet.

## Schriften
- mit James J. Morgan Aquatic chemistry, Wiley 1970, 3. Auflage 1996
- mit Laura Sigg Aquatische Chemie, UTB, 5. Auflage 2011
- Aquatic surface chemistry: chemical processes at the particle-water interface, Wiley 1987
- Aquatic chemical kinetics: reaction rates of processes in natural waters, Wiley 1990
- mit Robert Kummert Gewässer als Ökosysteme. Grundlagen des Gewässerschutzes, Vieweg/Teubner, 3. Auflage 1998